# Orto botanico dell'Università di Tor Vergata
L'Orto botanico dell'Università di Tor Vergata è un giardino botanico dell'Università di Roma Tor Vergata di Roma. La prima parte della collezione è stata fondata alla fine del 2007 insieme al Centro per la conservazione del germoplasma del dipartimento di biologia. Con la  missione di preservare la biodiversità genetica, contiene apparecchiature avanzate per la crioconservazione del germoplasma e la ricerca in genetica molecolare.

## Struttura
L'orto botanico è così strutturato:
- centro di conservazione del germoplasma, con la sede attuale presso il casale 5. Qui sono stati allestiti: l'area per la conservazione del germoplasma (tre serre che assicurano il controllo della temperatura e dell'umidità, per garantire la sopravvivenza delle collezioni di semi diversificate rispetto alla struttura genetica del “materiale di base”, ridurre al minimo il metabolismo dei semi e assicurarne la vitalità sul medio e lungo periodo) e un laboratorio[3];
- giardino biblico;
- bosco mesofilo;
- giardino della CO2 che contiene specie di sempreverdi che assicurano l'assorbimento costante di biossido di carbonio durante l'intero arco dell’anno come il carrubo (Ceratonia siliqua); una folta vegetazione di viburno (Viburnum tinus) e corbezzolo (Arbutus unedo); il corniolo (Cornus mas) - che perdendo le foglie durante l’inverno cattura meno CO2 dei sempreverdi e il biancospino (Crataegus monogyna); un boschetto di alberi di salicone (Salix caprea), acero (Acer monspessulanum), carpino (Ostrya carpinifolia) e ontano nero (Alnus glutinosa)[4];
- macchia mediterranea;
- giardino della musica
- siepe[5].

L'orto ospita inoltre una collezione di piante carnivore formata da circa 40 diverse specie, che viene valorizzata anche grazie alla ricostruzione del loro habitat.